# 林海街道
林海街道，是中国内蒙古自治区兴安盟阿尔山市下辖的一个街道办事处。

## 行政区划
林海街道共辖以下地区：
兴林社区、天元社区、森旺社区、林海社区。